# Гехан Явашер
Гехан Явашер (тур. Gökhan Yavaşer; нар. 1 січня 1978, Сівас, іл Сівас) — турецький борець вільного стилю, переможець, срібний та бронзовий призер чемпіонатів Європи, бронзовий призер Кубку світу, бронзовий призер Універсіади, учасник Олімпійських ігор.

## Біографія
Боротьбою займається з 1991 року. На юніорських першостях Європи завойовував золоту (1997) і срібну (1996) нагороди. Був бронзовим призером чемпіонату світу серед кадетів 1994 року.

## Спортивні результати на міжнародних змаганнях

### Виступи на Олімпіадах
| Змагання                    | Збірна    | Вагова категорія          | Місце |
| --------------------------- | --------- | ------------------------- | ----- |
| Літні Олімпійські ігри 2004 | Туреччина | вільна боротьба, до 84 кг | 15    |

### Виступи на Чемпіонатах світу
| Змагання                        | Збірна    | Вагова категорія          | Місце |
| ------------------------------- | --------- | ------------------------- | ----- |
| Чемпіонат світу з боротьби 2001 | Туреччина | вільна боротьба, до 76 кг | 9     |
| Чемпіонат світу з боротьби 2003 | Туреччина | вільна боротьба, до 84 кг | 7     |
| Чемпіонат світу з боротьби 2009 | Туреччина | вільна боротьба, до 84 кг | 7     |
| Чемпіонат світу з боротьби 2010 | Туреччина | вільна боротьба, до 84 кг | 24    |

### Виступи на Чемпіонатах Європи
| Змагання                         | Збірна    | Вагова категорія          | Місце  |
| -------------------------------- | --------- | ------------------------- | ------ |
| Чемпіонат Європи з боротьби 2004 | Туреччина | вільна боротьба, до 84 кг | Золото |
| Чемпіонат Європи з боротьби 2006 | Туреччина | вільна боротьба, до 84 кг | Срібло |
| Чемпіонат Європи з боротьби 2009 | Туреччина | вільна боротьба, до 84 кг | Бронза |

### Виступи на Кубках світу
| Змагання                    | Збірна    | Вагова категорія          | Місце  |
| --------------------------- | --------- | ------------------------- | ------ |
| Кубок світу з боротьби 2001 | Туреччина | вільна боротьба, до 76 кг | Бронза |
| Кубок світу з боротьби 2006 | Туреччина | вільна боротьба, до 84 кг | 5      |

### Виступи на інших змаганнях
| Змагання                                                  | Збірна    | Вагова категорія          | Місце  |
| --------------------------------------------------------- | --------- | ------------------------- | ------ |
| Міжнародний меморіал Дейва Шульца 2001                    | Туреччина | вільна боротьба, до 76 кг | Бронза |
| Чемпіонат світу з боротьби серед студентів 2002           | Туреччина | вільна боротьба, до 84 кг | 6      |
| Чемпіонат світу з боротьби серед військовослужбовців 2003 | Туреччина | вільна боротьба, до 84 кг | Золото |
| Чемпіонат світу з боротьби серед студентів 2005           | Туреччина | вільна боротьба, до 84 кг | Бронза |

### Виступи на змаганнях молодших вікових груп
| Змагання                                       | Збірна    | Вагова категорія          | Місце  |
| ---------------------------------------------- | --------- | ------------------------- | ------ |
| Чемпіонат світу з боротьби серед кадетів 1994  | Туреччина | вільна боротьба, до 65 кг | Бронза |
| Чемпіонат Європи з боротьби серед юніорів 1995 | Туреччина | вільна боротьба, до 68 кг | 5      |
| Чемпіонат Європи з боротьби серед юніорів 1996 | Туреччина | вільна боротьба, до 68 кг | Срібло |
| Чемпіонат світу з боротьби серед юніорів 1996  | Туреччина | вільна боротьба, до 68 кг | 12     |
| Чемпіонат Європи з боротьби серед юніорів 1997 | Туреччина | вільна боротьба, до 70 кг | Золото |
| Чемпіонат світу з боротьби серед юніорів 1997  | Туреччина | вільна боротьба, до 70 кг | 5      |